# カール1世 (プファルツ＝ツヴァイブリュッケン＝ビルケンフェルト公)
カール1世（Karl I. von Pfalz-Zweibrücken-Birkenfeld, 1560年9月4日 - 1600年12月16日）は、ドイツのプファルツ＝ツヴァイブリュッケン＝ビルケンフェルト公（在位：1569年 - 1600年）。プファルツ＝ツヴァイブリュッケン公ヴォルフガングと妃でヘッセン方伯フィリップ1世の娘であるアンナの間の5男として生まれた。

## 生涯
9歳で父を亡くすと、兄達と共にプファルツ＝ツヴァイブリュッケン公領を分割相続し、公領を構成するシュポンハイム伯領（Grafschaft Sponheim）の一部である、ビルケンフェルト（現在のラインラント＝プファルツ州ビルケンフェルト郡に属する）とその周辺部の小規模な所領を与えられた。
カール1世は学識ある公爵として有名で、ビルケンフェルト城の付属図書館に文化的価値の高い書物を収集することに熱心だった。また愚直な性格の持ち主であった。長男で後継ぎのゲオルク・ヴィルヘルムが生まれた際には、記念貨幣を発行している。カール1世はヴィッテルスバッハ家内のツヴァイブリュッケン＝ビルケンフェルト系統の始祖であり、バイエルン王家の直接の始祖にあたる。
1600年に居城ビルケンフェルト城で死去し、福音派のマイゼンハイムの城内教会に葬られた。息子は未だ幼かったため、2人の兄、プファルツ＝ノイブルク公フィリップ・ルートヴィヒとプファルツ＝ツヴァイブリュッケン公ヨハン1世が摂政としてビルケンフェルト公領の統治を行った。

## 子女
1586年2月23日にツェレにおいて、リューネブルク侯ヴィルヘルムの娘ドロテア（1570年 - 1640年）と結婚し、4人の子女をもうけた。
- ゲオルク・ヴィルヘルム（1591年 - 1669年） - ビルケンフェルト公
- ゾフィー（1593年 - 1676年） - 1615年、ホーエンローエ＝ノイエンシュタイン伯クラフト7世と結婚
- フリードリヒ（1594年 - 1626年） - ストラスブール司教座聖堂参事会員
- クリスティアン（1598年 - 1654年） - ビシュヴァイラー公